# Edward Alexander Preble
Edward Alexander Preble (Somerville, Massachusetts, 11 de junho de 1871 – Washington, 4 de outubro de 1957) foi um botânico e ambientalista norte-americano.